# Cristóbal de Monroy i Silva
Cristóbal de Monroy y Silva (Alcalá de Guadaíra, 22 d'octubre de 1612 - ibídem, 6 de juliol de 1649) va ser un historiador, dramaturg i poeta espanyol del Segle d'Or, regidor a perpetuïtat i tinent d'alcalde del fort d'aquella vila al voltant dels anys 1640.

## Carrera
Més notable i conegut com a dramaturg que com a historiador, només se li deu en aquest gènere un Epitome de la historia de Troya, su fundación y ruina.
De les seves obres literàries en destaquen Las mocedades del duque de Osuna, El ofensor de si mismo i La batalla de Pavia, comparable a l'Hernani de Victor Hugo. A més de les tres esmentades, es coneixen datades les següents obres de Monroy y Silva: Celos, industria y amor (1643); Lo que pasa en un mesón (1643); No hay más saber que salvarse (1648); El mayor vasallo del mayor señor, ó el gigante cananeo, i San Cristobal (1658). Totes aquestes obres es troben en la Biblioteca del duc d'Osuna, manuscrites, a excepció de l'última que es troba, també manuscrita, en la col·lecció Duran. A altres fons hom pot trobar:
| - Mudanzas de la fortuna y firmezas del amor; - Envidias vencen fortunas; - La ja mencionada Batalla de Pavia, també es troba amb el títol de El prisionero más valiente; - Los principes de la Iglesia san Pedro y san Pablo; - La sirena del Jordán; - San Juan Bautista; - Acteón y Diana; - La alameda de Sevilla y recato en el amor; - El caballero dama ó el Aquiles; - El casamiento fingido; - Los celos de san José; - Todo es industrias amor; - La destrucción de Troya; - El encanto por los celos y fuente de la India; - Escarmientos del pecado ó la fuerza del desengaño, ó lo que puede un desengaño y memoria de la muerte y justos juicios de Dios; | - Fuente Ovejuna; - Héctor y Aquiles; - El horror de las montañas y portero de san Pablo; - Más vale a quien Dios ayuda; - Esaú y Jacob, ó el pastor más perseguido y fuerzas de Raquel; - El más valiente andaluz; - Antón Bravo; - El robo de Elena; - San Bartolome en Armenia; - El valor siempre da honor; - Las violencias del amor y don Belfosan de Grecia; - Perdonar por no poderse vengar; - Los tres soles de Madrid; - Las grandezas de Sevilla. |

Les dues últimes son autos sacramentals.